# 정열과 사랑
정열과 사랑(Stars And Bars)은 미국에서 제작된 팻 오코너 감독의 1988년 영화이다. 다니엘 데이 루이스 등이 주연으로 출연하였다.

## 출연

### 주연
- 다니엘 데이 루이스
- 해리 딘 스탠튼

### 조연
- 모리 체이킨
- 조안 쿠삭
- 키스 데이빗
- 글렌 헤들리
- 로리 멧칼프
- 데어드르 오코넬
- 윌 패튼
- 스티븐 라이트
- 마샤 플림튼

## 제작진
- 원작자: 윌리엄 보이드
- 공동제작: 수잔 리처즈
- 협력프로듀서: 잭 커밍스
- 미술: 레슬리 딜리
- 미술: 스투어트 크레그
- 의상: 앤 로스
- 배역: 리자 브라몬 가르시아
- 배역: 빌리 홉킨스